# Microstylum radamae
Microstylum radamae là một loài ruồi trong họ Asilidae. Microstylum radamae được Karsch miêu tả năm 1884.